# Zertifizierter Prothetiker/Orthetiker
Den Titel Zertifizierter Prothetiker/Orthetiker (ZPO-D) bzw. Certified Prosthetist/Orthotist (CPO)  dürfen in Deutschland Orthopädietechniker-Meister mit einer entsprechenden Weiterbildung und Prüfung tragen, die den durch das Joint Education Committee (gemeinsames Ausbildungskomitee der INTERBOR und ISPO) festgelegten Ausbildungskriterien entspricht. Hierzu gehört beispielsweise auch der Abschluss des Bsc-Studiums an der University of Strathclyde in Glasgow.